# Licurgo (re di Arcadia)
Licurgo (in greco antico: Λυκοῦργος?, Lykùrgos) è un personaggio della mitologia greca. Fu un re di Arcadia.

## Genealogia
Figlio di Aleo e di Neera, sposò Eurinome Cleofile o Antinoe e fu padre di Iaso, Anceo, Epoco (Ἔποχος), Cefeo ed Anfidamante.

## Mitologia
Primogenito, successe al trono del padre ed uccise il guerriero Areitoo (abilissimo nella lotta con la mazza) attirandolo in uno stretto passaggio dove questi non poté usarla. In seguito, diede l'armatura dell'avversario ad Ereutalione, in quanto oramai vecchio e impossibilitato a usarla.
Dei suoi figli, Epoco si ammalò e morì mentre Anceo si unì alla spedizione di Giasone nella Colchide e morì ucciso nella caccia al cinghiale calidonio e così rimasto senza eredi fu succeduto da Echemo (Ἔχεμος).